# Weekend (film, 1962)
Pour les articles homonymes, voir Week-end (homonymie).
Pour plus de détails, voir Fiche technique et Distribution.
Weekend est un film danois réalisé par Palle Kjærulff-Schmidt, sorti en 1962.

## Synopsis
Un groupe d'amis se retrouve dans une maison de vacances.

## Fiche technique
- Titre : Weekend
- Réalisation : Palle Kjærulff-Schmidt
- Scénario : Klaus Rifbjerg
- Musique : Erik Moseholm
- Photographie : Georg Oddner
- Montage : Maj Soya
- Production : Bent Christensen et Preben Philipsen
- Société de production : Rialto Film
- Pays de production :  Danemark
- Genre : Drame
- Durée : 84 minutes
- Date de sortie : 
  - Danemark : 29 octobre 1962

## Distribution
- Jens Østerholm : Lars
- Birgit Brüel : Tove
- Willy Rathnov : Kjeld
- Elsebet Knudsen : Bet
- Jesper Jensen : Knud
- Bente Dessau : Ilse
- Erik Kühnau : Jan

## Distinctions
Le film a reçu le Bodil du meilleur film danois.